# 500 kilomètres de Fuji 1988
Navigation
Édition précédente Édition suivante
Les 500 kilomètres de Fuji 1988 (officiellement appelé les 1988 Fuji 500 Kilometres), disputées le 3 mars 1988 sur le Fuji Speedway, ont été la première manche du Championnat du Japon de sport-prototypes 1988.

## La course

### Classement de la course
Voici le classement officiel au terme de la course,.
- Les premiers de chaque catégorie du championnat du monde sont signalés par un fond jaune.
- Pour la colonne Pneus, il faut passer le curseur au-dessus du modèle pour connaître le manufacturier de pneumatiques.
- Les voitures ne réussissant pas à parcourir 75% de la distance du gagnant sont non classées (NC).

| Pos  | Classe | no  | Écurie                         | Pilotes                                           | Châssis                             | Pneus | Tours | Temps                 |
| Pos  | Classe | no  | Écurie                         | Pilotes                                           | Moteur                              | Pneus | Tours | Temps                 |
| ---- | ------ | --- | ------------------------------ | ------------------------------------------------- | ----------------------------------- | ----- | ----- | --------------------- |
| 1    | LD-1   | 27  | FromA Racing                   | Hideki Okada Stanley Dickens                      | Porsche 962C                        | B     | 112   | 2 h 42 min 00 s 241   |
| 1    | LD-1   | 27  | FromA Racing                   | Hideki Okada Stanley Dickens                      | Porsche Type-935 3,0 l Flat-6 Turbo | B     | 112   | 2 h 42 min 00 s 241   |
| 2    | LD-1   | 16  | Leyton House Racing Team       | Kris Nissen Harald Grohs                          | Porsche 962CK6                      | B     | 112   | + 1 min 12 s 555      |
| 2    | LD-1   | 16  | Leyton House Racing Team       | Kris Nissen Harald Grohs                          | Porsche Type-935 3,0 l Flat-6 Turbo | B     | 112   | + 1 min 12 s 555      |
| 3    | LD-1   | 1   | Advan Alpha Nova               | Kunimitsu Takahashi Kazou Mogi                    | Porsche 962C                        | Y     | 111   | + 1 tour              |
| 3    | LD-1   | 1   | Advan Alpha Nova               | Kunimitsu Takahashi Kazou Mogi                    | Porsche Type-935 3,0 l Flat-6 Turbo | Y     | 111   | + 1 tour              |
| 4    | LD-1   | 25  | Rothmans Porsche Team Schuppan | Eje Elgh Maurizio Sandro Sala                     | Porsche 962C                        | D     | 111   | + 1 tour              |
| 4    | LD-1   | 25  | Rothmans Porsche Team Schuppan | Eje Elgh Maurizio Sandro Sala                     | Porsche Type-935 3,0 l Flat-6 Turbo | D     | 111   | + 1 tour              |
| 5    | LD-1   | 55  | Omron Racing Team              | Kenny Acheson Price Cobb                          | Porsche 962C                        | D     | 110   | + 2 tours             |
| 5    | LD-1   | 55  | Omron Racing Team              | Kenny Acheson Price Cobb                          | Porsche Type-935 3,0 l Flat-6 Turbo | D     | 110   | + 2 tours             |
| 6    | LD-1   | 36  | Toyota Team Tom's              | Geoff Lees Masanori Sekiya                        | Toyota 88C                          | B     | 109   | + 3 tours             |
| 6    | LD-1   | 36  | Toyota Team Tom's              | Geoff Lees Masanori Sekiya                        | Toyota 3S-GTM 2,1 l I4 Turbo        | B     | 109   | + 3 tours             |
| 7    | LD-1   | 37  | Toyota Team Tom's              | Paolo Barilla Tiff Needell                        | Toyota 88C                          | B     | 109   | + 3 tours             |
| 7    | LD-1   | 37  | Toyota Team Tom's              | Paolo Barilla Tiff Needell                        | Toyota 3S-GTM 2,1 l I4 Turbo        | B     | 109   | + 3 tours             |
| 8    | LD-2   | 151 | British Barn Racing Team       | Jiro Yoneyama Kiyoshi Misaki                      | JTK 63C                             | D     | 100   | + 12 tours            |
| 8    | LD-2   | 151 | British Barn Racing Team       | Jiro Yoneyama Kiyoshi Misaki                      | Ford Cosworth DFL 3,3 l V8 Atmo     | D     | 100   | + 12 tours            |
| 9    | LD-1   | 207 | Mazdaspeed                     | Yoshimi Katayama Yojiro Terada Takashi Yorino     | Mazda 757E                          | D     | 94    | + 18 tours            |
| 9    | LD-1   | 207 | Mazdaspeed                     | Yoshimi Katayama Yojiro Terada Takashi Yorino     | Mazda 13J 2,6 l 4-Rotor             | D     | 94    | + 18 tours            |
| 10   | LD-3   | 71  | Expert Endou Syoukai           | Yoshiyuki Jitsukawa Shin'ya Nishizawa Masao Endou | Nissan Sunny                        | D     | 88    | + 24 tours            |
| 10   | LD-3   | 71  | Expert Endou Syoukai           | Yoshiyuki Jitsukawa Shin'ya Nishizawa Masao Endou | Nissan I4                           | D     | 88    | + 24 tours            |
| 11   | LD-3   | 30  | Cactus Racing                  | Iwao Sugai Hiroshi Sugai                          | Mazda RX-7                          | D     | 88    | + 24 tours            |
| 11   | LD-3   | 30  | Cactus Racing                  | Iwao Sugai Hiroshi Sugai                          | Mazda Rotary                        | D     | 88    | + 24 tours            |
| 12   | LD-1   | 202 | Mazdaspeed                     | Yojiro Terada David Kennedy                       | Mazda 757                           | D     | 85    | + 27 tours            |
| 12   | LD-1   | 202 | Mazdaspeed                     | Yojiro Terada David Kennedy                       | Mazda 13G 2,0 l 3-Rotor             | D     | 85    | + 27 tours            |
| 13   | LD-2   | 101 | Unicorn Racing                 | Masami Shirai Syunji Abe                          | MCS Guppy                           | Y     | 80    | + 32 tours            |
| 13   | LD-2   | 101 | Unicorn Racing                 | Masami Shirai Syunji Abe                          | Mazda                               | Y     | 80    | + 32 tours            |
| 14   | LD-1   | 230 | Shizumatsu Racing              | Syuuji Fujii Tetsuji Shiratori                    | Mazda 737C                          | D     | 79    | + 33 tours            |
| 14   | LD-1   | 230 | Shizumatsu Racing              | Syuuji Fujii Tetsuji Shiratori                    | Mazda 13B 1,3 l 2-Rotor             | D     | 79    | + 33 tours            |
| Abd. | LD-1   | 23  | Nissan Motorsport              | Kazuyoshi Hoshino Kenji Takahashi (de)            | Nissan R88C                         | B     | 95    | Problèmes électriques |
| Abd. | LD-1   | 23  | Nissan Motorsport              | Kazuyoshi Hoshino Kenji Takahashi (de)            | Nissan VEJ30 3,0 l V8 Turbo         | B     | 95    | Problèmes électriques |
| Abd. | LD-1   | 15  | Leyton House Racing Team       | Naoki Nagasaka Kaoru Hoshino Masahiko Kageyama    | Porsche 962C                        | B     | 83    | Turbo / Feu           |
| Abd. | LD-1   | 15  | Leyton House Racing Team       | Naoki Nagasaka Kaoru Hoshino Masahiko Kageyama    | Porsche Type-935 3,0 l Flat-6 Turbo | B     | 83    | Turbo / Feu           |
| Abd. | LD-1   | 85  | Person's Racing Team           | Takao Wada Anders Olofsson                        | March 88S                           | Y     | 41    | Suspension            |
| Abd. | LD-1   | 85  | Person's Racing Team           | Takao Wada Anders Olofsson                        | Nissan VG30ET 3,2 l V6 Turbo        | Y     | 41    | Suspension            |
| Abd. | LD-1   | 32  | Nissan Motorsports             | Masahiro Hasemi Aguri Suzuki                      | Nissan R88C                         | B     | 41    | Problèmes électriques |
| Abd. | LD-1   | 32  | Nissan Motorsports             | Masahiro Hasemi Aguri Suzuki                      | Nissan VRH30 3,0 l V8 Turbo         | B     | 41    | Problèmes électriques |
| Abd. | LD-1   | 99  | Trust Racing Team              | Keiichi Suzuki Franz Konrad                       | Porsche 962C                        | D     | 38    | Sortie de course      |
| Abd. | LD-1   | 99  | Trust Racing Team              | Keiichi Suzuki Franz Konrad                       | Porsche Type-935 3,0 l Flat-6 Turbo | D     | 38    | Sortie de course      |
| Abd. | LD-1   | 100 | Trust Racing Team              | Vern Schuppan George Fouché                       | Porsche 962C GTi                    | D     | 35    | Problèmes électriques |
| Abd. | LD-1   | 100 | Trust Racing Team              | Vern Schuppan George Fouché                       | Porsche Type-935 3,0 l Flat-6 Turbo | D     | 35    | Problèmes électriques |
| Abd. | LD-1   | 3   | Auto Beaurex Motorsport        | Steven Andskär Andrew Gilbert-Scott               | Toyota 87C                          | D     | 18    | Moteur                |
| Abd. | LD-1   | 3   | Auto Beaurex Motorsport        | Steven Andskär Andrew Gilbert-Scott               | Toyota 3S-GTM 2,1 l I4 Turbo        | D     | 18    | Moteur                |

## Pole position et record du tour
- Pole position :  Hideki Okada /  Stanley Dickens (#27 FromA Racing) en 1 min 18 s 594
- Meilleur tour en course :  Hideki Okada (#27 FromA Racing) en 1 min 21 s 825

## À noter
- Longueur du circuit : 4,470 km
- Distance parcourue par les vainqueurs : 500,640 km